# Damned in Black
Damned in Black – szósty album norweskiej grupy muzycznej Immortal. Wydawnictwo ukazało się 27 kwietnia 2000 roku nakładem wytwórni muzycznej Osmose Productions. Była to także pierwsza płyta na której partie gitary basowej zarejestrował Stian "Iscariah" Smørholm. 

## Lista utworów
Opracowano na podstawie materiału źródłowego.
1. "Triumph" – 5:41
2. "Wrath from Above" – 5:46
3. "Against the Tide" (In the Arctic World) – 6:03
4. "My Dimension" – 4:32
5. "The Darkness That Embrace Me" – 4:38
6. "In Our Mystic Visions Blest" – 3:11
7. "Damned in Black" – 6:52

## Twórcy
Opracowano na podstawie materiału źródłowego.
- Olve "Abbath" Eikemo – gitara elektryczna, śpiew
- Reidar "Horgh" Horghagen – perkusja
- Stian "Iscariah" Smørholm – gitara basowa
- Harald "Demonaz" Nævdal – słowa